# Lill-Byvattnet
Lill-Byvattnet är en sjö i Strömsunds kommun i Jämtland och ingår i Ångermanälvens huvudavrinningsområde. Sjön har en area på 0,63 kvadratkilometer och ligger 471,2 meter över havet.

## Delavrinningsområde
Lill-Byvattnet ingår i det delavrinningsområde (711637-146064) som SMHI kallar för Utloppet av Lill-Byvattnet. Medelhöjden är 509 meter över havet och ytan är 3,41 kvadratkilometer. Räknas de 6 avrinningsområdena uppströms in blir den ackumulerade arean 10,79 kvadratkilometer. Vattendraget som avvattnar avrinningsområdet har biflödesordning 4, vilket innebär att vattnet flödar genom totalt 4 vattendrag innan det når havet efter 240 kilometer. Avrinningsområdet består mestadels av skog (82 procent). Avrinningsområdet har 0,63 kvadratkilometer vattenytor vilket ger det en sjöprocent på 18,4 procent.